# Escarabat del llentiscle
L'escarabat del llentiscle (Macrolenes dentipes) és una espècie de coleòpter de la família dels crisomèlids. Va ser descrit científicament per primera vegada en 1808 per G. A. Olivier.

## Característiques
Té un cos de 5 a 8 mm de llargària. Té el cos allargat, de color taronja. Les potes i les antenes s'enfosqueixen conforme s'allunyen del cos. Els èlitres poden tenir algun punt o taca negra, sent molt variables. En el cas dels mascles són més rectes i els de la femella una mica bombats. El mascle es distingeix fàcilment de la femella ja que té les potes anteriors molt més llargues. També es diferencia en el pronot, ja que la femella el té ample en la part posterior i més estret cap al cap.

## Història natural
Abunden, sobretot, en llentiscle que és la seua planta nutrícia, així com a la trompera fràgil.
Sovint la seua població experimenta explosions poblacionals, el resultat de les quals és la defoliació d'algunes plantes hostes.